# Promise at Dawn
Promise at Dawn is een Amerikaans-Franse dramafilm uit 1970 onder regie van Jules Dassin.

## Verhaal
Nina is een filmster uit Rusland. Ze zet haar filmcarrière stop om voor haar zoon te zorgen. Ze sluit zich aan bij een reizend toneelgezelschap en doet zich daar voor als een bekende, Franse modeontwerpster. Wanneer haar identiteit wordt achterhaald in Polen, verlaat Nina het gezelschap. Ze reist naar Frankrijk en neemt er meerdere baantjes aan. Als volwassene wordt haar zoon gerekruteerd om te vechten in de Tweede Wereldoorlog.

## Rolverdeling
| Acteur            | Personage                |
| ----------------- | ------------------------ |
| Melina Mercouri   | Nina Kacewa              |
| Assi Dayan        | Romain Kacew (25 jaar)   |
| Didier Haudepin   | Romain Kacew (15 jaar)   |
| François Raffoul  | Romain Kacew (9 jaar)    |
| Despo Diamantidou | Aniela                   |
| Jean Martin       | Igor Igorevitch          |
| Fernand Gravey    | Jean-Michel Serusier     |
| Jacqueline Porel  | Mevrouw Mailer           |
| Elspeth March     | Dikke vrouw              |
| Maria Machado     | Nathalie Lissenko        |
| Julie Dassin      | Vriendin van Romain      |
| René Clermont     | Mijnheer Piekielny       |
| Carol Cole        | Louison                  |
| Marina Nestora    | Mariette                 |
| Audrey Berindey   | Valentine Mailer         |
| Rufus             | de Russische vioolleraar |